# إليجاه وارد
إليجاه وارد (بالإنجليزية: Elijah Ward)‏ هو محامي وسياسي أمريكي، ولد في 16 سبتمبر 1816 في أوسينينغ في الولايات المتحدة، وتوفي في 7 فبراير 1882 في روسلين في الولايات المتحدة. حزبياً، نشط في الحزب الديمقراطي. وقد انتخب عضو مجلس النواب الأمريكي.